# Villisca
Villisca é uma cidade localizada no estado americano de Iowa, no Condado de Montgomery. A cidade é notória por ser palco de um assassinato em massa que ocorreu em Junho de 1912.

## Demografia
Segundo o censo americano de 2000, a sua população era de 1344 habitantes.
Em 2006, foi estimada uma população de 1298, um decréscimo de 46 (-3.4%).

## Geografia
De acordo com o United States Census Bureau tem uma área de
4,9 km², dos quais 4,9 km² cobertos por terra e 0,0 km² cobertos por água. Villisca localiza-se a aproximadamente 328 m acima do nível do mar.

## Localidades na vizinhança
O diagrama seguinte representa as localidades num raio de 24 km ao redor de Villisca.